# Al-Jaish Damasco (pallacanestro)
L'Al-Jaish Damasco (in arabo نادي الجيش الرياضي‎?) è una società di basket con sede nella città di Damasco in Siria, che fa parte della polisportiva dell'Al-Jaish Sports Club Damasco; compete nella massima categoria nazionale, la Syrian Basketball League. I suoi colori sociali sono il rosso, il bianco ed il nero.

## Storia
Il club è stato fondato nel 1947 a Damasco come divisione sportiva dell'esercito siriano con il nome di Al-Jaish Sports Club Damasco; la società polisportiva è da allora attiva in vari sport, tra cui pallavolo, pallamano e rugby, ma le due sezioni sportive più vincenti e popolari sono quella della pallacanestro e quella di calcio che conta ben 29 trofei nazionali in bacheca.
La sezione di pallacanestro del club non ha avuto un impatto significativo sulla Syrian Basketball League fino ai primi anni duemila e solo in Coppa di Siria era riuscita ad ottenere i suoi primi trofei grazie alle vittorie nel 1989, 1997 e 1999. Il club ha ottenuto il suo primo grande successo nella stagione 2003-2004, avanzando alle Finals 6 della SBL grazie al terzo posto in classifica finale, sconfiggendo poi nella finale il Jalaa Aleppo, conquistando così per la prima volta la vittoria della Syrian Basketball League. Nella stagione successiva, quella 2004-2005, il club si classificò secondo nella stagione regolare, avanzando nuovamente al girone finale per l'assegnazione del titolo; nei playoff della 47ª stagione della Syrian Basketball League l'Al-Jaish, dopo la vittoria fondamentale contro i leader momentanei in classifica dell'Al Ittihad Aleppo per 73-65, è stato incoronato campione per la seconda volta consecutiva. L'Al-Jaish vinse però arrivando a pari punti con il Jalaa Aleppo, ma gli scontri diretti a favore della squadra di Damasco ne decretarono la vittoria finale.
Nel 2005, il club ha partecipato per la prima volta anche alla WABA Champions Cup dove, dopo aver ottenuto tre sconfitte e due vittore, contro gli yemeniti dell'Al-Shabab (98–51) e gli iracheni dell' Al-Hilla SC (102-64), si è piazzato al quarto posto ottenendo la qualificazione per la FIBA Asia Champions Cup.
Nella fase a gironi della FIBA Asia Champions Cup 2005, l'Al Jaish perse all'esordio contro l'Al Kuwait per 85–89, ed anche contro il Zain Club per 78–94 e l'Al-Rayyan Doha per 54–79; tuttavia la vittoria sullo Al-Sharjah per 75–63 fu sufficiente per avanzare ai quarti di finale, da quarta ed ultima testa di serie del girone. La squadra, guidata sul campo da Tony Rutland e John Carter, perse però nei quarti di finale contro gli iraniani del Saba Battery Tehran 65–76; l' Al-Jaish concluse la competizione con una vittoria per 77-71 contro il Tobol Kostanay, conquistando così il 7 ° posto finale.
Dopo aver terminato al terzo posto finale sia la stagione 2005-2006 che quella 2006-2007, raggiunsero il girone finale della Syrian Basketball League anche nella stagione 2007-2008, dove però si dovettero accontentare del secondo posto dietro il Jalaa Aleppo. Nella stagione 2008-2009, dopo aver terminato al secondo posto in classifica la stagione regolare e dopo aver sconfitto i rivali cittadini dell'Al Wahda Damasco nelle semifinali, raggiunsero la finale della SBL, dove però uscì sconfitta in tutte le tre partite della serie giocate, nuovamente contro il Jalaa Aleppo.
La stagione successiva, quella 2009-2010, sotto la guida dell'allenatore Imad Othman e con giocatori come Christien Charles, Abdullah Hakam e Nour al Saman, sono passati ai playoff dopo aver terminato la stagione regolare con un record di 18 vittorie e 4 sconfitte, dove hanno prima sconfitto il Talyia nei quarti, per poi vincere il derby contro i rivali dell'Al Wahda Damasco nelle semifinali, per raggiungere le finali della SBL per il secondo anno consecutivo. Nella serie finale si scontrarono, come nell'annata precedente, contro il Jalaa Aleppo ma dopo aver perso per 96–104 la prima partita, l'Al-Jaish si è imposto sia nella seconda per 77–74 e nella terza, decisiva, partita per 92–88, diventando dopo cinque anni nuovamente campioni della Syrian Basketball League.
Nella stagione 2010-2011,la squadra da campione in carica si è qualificata agevolmente ai playoff terminando al secondo posto la stagione regolare. Nella fase finale del campionato, l'Al-Jaish superò ai quarti di finale l'Al Ittihad Aleppo, per 2-1 nella serie e per il terzo anno di seguito i rivali dell'Al Wahda Damasco, con un netto 2-0 nella serie di semifinale avanzando per il terzo anno consecutivo alla finale. La serie finale ripropose la sfida giocata anche nelle ultime due edizioni, mettendo l'Al-Jaish contro l'Jalaa Aleppo, che però si impose in tutte le tre partite giocate strappando il titolo all'Al-Jaish. Nella stessa stagione la squadra ha anche partecipato alla WABA Champions Cup 2011, dove dopo essere arrivati secondi nella fase a gironi ed aver ottenuto la qualificazione alla fase finale, hanno perso contro i libanesi dell'Al-Riyadi Beirut per 87–94 e 63–84 nelle due sfide dei quarti di finale.
Nelle semifinali play-off della SBL 2011-2012 l'Al-Jaish, dopo essere stato eliminato per l'ennesima volta per mano del Jalaa Aleppo che si impose per 73–83 e 69–81 nelle due sfide della serie, ha ottenuto il 3º posto finale. Ma la squadra si vendicò della sconfitta in campionato battendo il Jalaa Aleppo nella finale della Coppa di Siria di quell'anno, con il risultato di 78-71, aggiudicandosi così il trofeo.
Nella stagione 2012-2013, la Syrian Basketball League venne cancellata a causa del dilagare della Guerra civile siriana, quindi il club pertecipò solo all'edizione di quell'anno della WABA Champions Cup; nella competizione il club purtroppo perse contro tutti gli avversari del proprio girone ed ha concluso al settimo posto finale.
Dopo un fallimentare campionato, terminato con il terzo posto finale, nella stagione 2013-2014, l'Al-Jaish prese parte alla FIBA Asia Champions Cup 2013. Nella fase a gironi nonostante fosse uscita sconfitta in tutte le tre partite, rispettivamente contro il Foo. Mah. Sepahan per 56–91, l'Al-Hala Muharraq per 89–106 e l'ASU Sports Club per 71–90, sono comunque passati ai quarti di finale come ultima testa di serie. Nel tabellone finale hanno perso, proprio ai quarti di finale, contro Al-Rayyan Doha del Qatar per 71–82, concludendo poi al 6º posto finale dopo aver perso la finale per il quinto posto contro gli iracheni del Duhok per 95–97.
Nella stagione 2015-2016, ebbe inizio la "Grande Era" dell'Al-Jaish, quando la squadra, guidata in panchina dall'allenatore Khaled Abo Touk ed in campo da Rami Merjaneh e Hakam Abdullah, riuscì a conquistare il primo Double nazionale nella storia del club. Dopo cinque edizioni il club tornò alla vittoria nella Syrian Basketball League, dopo aver sconfitto in semifinale l'Al Ittihad Aleppo approdò in finale dove si incontrò con Al-Karamah, che però venne sconfitto in tutte e tre le partite della serie (77–62, 84–73, 87–79), consegnando il titolo nazionale all'Al-Jaish.La doppietta di titoli nazionale venne completata con la vittoria nella Coppa di Siria dopo aver sconfitto l'Al Ittihad Aleppo in finale.
La stagione successiva, la 2016-2017, sono riusciti a vincere per il secondo anno consecutivo la Syrian Basketball League, ma vennero eliminati in Coppa di Siria nei quarti di finale dai rivali cittadini dell'Al Wahda Damasco. Come conseguenza della vittoria del titolo nazionale, la squadra si qualificò per la sono riusciti ad avanzare alla WABA Champions Cup 2018, che venne però concluso al quarto ed ultimo posto dopo aver perso tutti i tre incontro giocati contro P. Bandar Imam, Al-Riyadi Beirut e Sareyyet Ramallah. Nonostante la deludente prestazione in campo internazionale, nel corso della stagione 2017-2018 la squadra si riuscì a confermare per il terzo anno successivo come campione della Syrian Basketball League.
Nei playoff della SBL 2018-2019, la squadra squadra guidata da giocatori come Rami Merjaneh e Abdulwahab Al-Hamwi è riuscita a battere l'Al-Hurriya per 2-0 (81–70, 87–55) nei serie dei quarti di finale e poi l'Al Ittihad Aleppo sempre per 2-0 (72 –71, 77–74) in quella delle semifinale ed avanzare alla finale.[30] Nella finale della SBL, sono infine riusciti a battere anche il Jalaa Aleppo con il risultato di 3-1 nella serie e grazie alle tre vittorie per 81–45, 73–80 e 72–64 e sono riusciti nuovamente a difendere il titolo. Era il loro quarto titolo della Syrian Basketball League consecutivo, andando a stabilire un nuovo record del club, per il maggiore numero successivo di titoli nazionali vinti. La stagione venne coronata anche dalla vittoria, nella finale della Coppa di Siria, contro l'Al-Wathba per 81–59, che permise all'Al-Jaish di vincere nuovamente il Double nazionale. I successi di questa stagione posero però fine alla "Grande Era" del squadra.
La successiva stagione, quella 2019-2020 venne annullata a causa della diffusione della Pandemia di COVID-19, ma questa necessaria decisione, colpì duramente la stagione del club che era già avanzato fino alle semifinali della SBL. La squadra venne inoltre eliminata nei quarti di finale della Coppa di Siria.
Nella stagione 2020-2021, l'Al-Jaish terminò la stagione regolare al primo posto con un record di 20 vittorie e due sconfitte, ottenne quindi la qualificazione per i playoff; qui però venne sconfitto per 2-1 nella serie nel derby contro l'Al Wahda Damasco. La deludente conclusione dell'avventura in campionato venne accompagnata anche dalla sconfitta nella finale di Coppa di Siria contro il Jalaa Aleppo per 44–59.
Durante la stagione 2022-2023 la squadra tornò a vincere un trofeo, dopo quattro anni, grazie alla vittoria contro l'Al-Nawair Hama per 53-39 nella finale di Coppa di Siria, ottenendo così anche la decima vittoria nella storia della competizione.

## Palazzetto
- Al-Fayhaa Sports Arena: 1976–presente

L'Al Jaish gioca le sue partite casalinghe presso Al-Fayhaa Sports Arena, un palazzetto dello sport situato nel distretto di Salihiyah, nella città di Damasco, di proprietà del governo siriano. Ha una capienza di 6.000 posti a sedere.

## Palmarès

### Titoli nazionali
- Syrian Basketball League
  - Campioni (7): 2003-2004, 2004-2005, 2009-2010, 2015-2016, 2016-2017, 2017-2018, 2018-2019
  - Secondo posto (3): 2007-2008, 2008-2009, 2010-2011
- Syrian Basketball Cup
  - Campioni (10): 1989, 1997, 1999, 2008, 2010, 2012, 2016, 2018, 2019, 2023
  - Secondo posto (3): 2003, 2004, 2021

## Organico

### Roster 2023-2024
Il roster per la stagione 2023-2024
|    | Naz.                                        | Ruolo | Sportivo        | Anno | Alt. | Peso |  |
| -- | ------------------------------------------- | ----- | --------------- | ---- | ---- | ---- |  |
| 8  | Siria (bandiera)                            | PG    | Karl Egho       | 1997 | 175  | 70   |  |
| 11 | Siria (bandiera)                            | AG    | Khalel Khouri   | 1998 | 195  | 90   |  |
| 13 | Siria (bandiera)                            | G     | Mohamad Salouk  | 1995 | 185  | 80   |  |
| 26 | Siria (bandiera)                            | AG    | Imad Hasaballah | 1989 | 200  | 100  |  |
|    | Nigeria (bandiera) · Stati Uniti (bandiera) | C     | Daniel Ochefu   | 1993 | 211  | 109  |  |
|    | Stati Uniti (bandiera)                      | G     | Makye Richards  | 1998 | 188  | 100  |  |

### Staff tecnico
| Ruolo           | Nome             |
| --------------- | ---------------- |
| Capo Allenatore | Hadi Haj Darwish |